# جائزة الأوسكار
جوائز الأكاديمية (بالإنجليزية: Academy Awards) المعروفة أكثر باسم جوائز الأوسكار (بالإنجليزية: the Oscars) هي جوائز للجدارة الفنية والتقنية في مجال صناعة السينما، تُمنح الجوائز سنويًا من قبل أكاديمية فنون وعلوم الصور المتحركة (بالإنجليزية: Academy of Motion Picture Arts and Sciences)، وتعتبر الجوائز اعترافًا دوليًا بالامتياز في الإنجازات السينمائية وفقًا لتقييم أعضاء التصويت في الأكاديمية. يُمنح الفائزين من مختلف الفئات نسخة من تمثال ذهبي، يسمى رسميًا «جائزة الأوسكار للتميز»، على الرغم من أنه يشار إليه بشكل أكثر شيوعًا باسمه، «الأوسكار»". يصور التمثال فارسًا على طراز الآرت ديكو.
نُحتت الجائزة في الأصل من قبل جورج ستانلي من رسم تخطيطي لتصميم لسيدريك غيبونز. قدّمتها أكاديمية فنون وعلوم الصور المتحركة لأول مرة في عام 1929 في عشاء خاص استضافه دوجلاس فيربانكس في فندق هوليوود روزفلت، الحدث الذي عُرف لاحقًا باسم جوائز الأوسكار الأولى. بُث حفل توزيع جوائز الأوسكار لأول مرة عن طريق الراديو في عام 1930، وعلى التلفاز في عام 1953. يعتبر هذا الحفل أقدم حفل توزيع جوائز ترفيهية، ويُبث حيًّا الآن في جميع أنحاء العالم. تُمثل الجائزة أيضًا أقدم جوائز الترفيه الأمريكية السنوية الأربع الكبرى؛ معادلاتها الثلاثة الأخرى -جوائز إيمي للتلفزيون، وجوائز توني للمسرح، وجوائز غرامي للموسيقى – شُكّلت على نمطها. يشار إليها على نطاق واسع على أنها الجائزة التنافسية الأكثر شهرة ومقامًا في مجال الترفيه.
أقيم حفل توزيع جوائز الأوسكار رقم 92، الذي يكرم أفضل الأفلام لعام 2019، في 9 فبراير لعام 2020. مثل الحفل السابق، لم يكن هناك مُضيف. بُث الحفل على الإية بي سي. أقيم ذلك في مسرح دولبي في لوس أنجلوس، كاليفورنيا، للسنة الثامنة عشرة على التوالي. كان هذا الحفل بمثابة المرة الأولى في تاريخ الأوسكار التي حصل فيها أكثر من ثلاثة أفلام على عشرة ترشيحات أو أكثر. مُنح ما مجموعه 3140 تمثال أوسكار صغير منذ إنشائها في عام 1929.

## لمحة تاريخية
أقيم العرض التقديمي الأول لجوائز الأوسكار في 15 مايو عام 1929، في حفل عشاء خاص في فندق هوليوود روزفلت بحضور حوالي 270 شخصًا.
أقيم حفل ما بعد الجوائز في فندق مايفير. كانت تكلفة تذاكر الضيوف لحفل تلك الليلة 5 دولارات (ما يعادل 74 دولارًا في دولارات 2020). مُنح خمسة عشر تمثالًا صغيرًا لتكريم الفنانين والمخرجين والمشاركين الآخرين في مجال صناعة الأفلام آنذاك، لأعمالهم خلال الفترة 1927-1928. استمر الحفل لمدة 15 دقيقة.
كان يُعلن عن الفائزين لوسائل الإعلام قبل ثلاثة أشهر. تغير ذلك في الحفل الثاني في عام 1930. ومنذ ذلك الحين، وبقية العقد الأول، نُشرت النتائج للصحف في الساعة 11:00 مساء ليلة حفل توزيع الجوائز. استخدمت هذه الطريقة حتى عام 1940، عندما أعلنت صحيفة لوس أنجلوس تايمز عن الفائزين قبل بدء الحفل. ونتيجة لذلك، استخدمت الأكاديمية منذ عام 1941 مظروفًا مختومًا للكشف عن أسماء الفائزين.

### التسمية
لم يتفق المؤرخون على أصل كلمة «أوسكار» غير أنه يشاع أن أمينة مكتبة الأكاديمية مارغريت هاريك قالت عندما شاهدت التمثال لأول مرة عام 1928: «إنه يشبه عمي أوسكار.» البعض يقول أن الممثلة الراحلة بيت ديفيس أطلقت الاسم نسبة إلى زوجها الأول.

## تمثال الأوسكار
يبلغ طول الجائزة 34 سم ووزنه 3.85 كغم وهو على شكل فارس يحمل سيفا وواقف على شريط فلمي وهو مصنوع من مادة البريتانيوم الذي هو خليط من القصدير والنحاس ويطلى في المرحلة الأخيرة من التصنيع بطبقة من الذهب.

## الترشيحات
منذ عام 2004، يُعلن عن نتائج ترشيح جائزة الأوسكار للجمهور في منتصف يناير. قبل ذلك، أُعلن عن النتائج في أوائل فبراير.

## المصوتون
تحتفظ أكاديمية فنون وعلوم الصور المتحركة، وهي منظمة فخرية مهنية، بعضوية تصويت لأكثر من 7000 عضو اعتبارًا من عام 2018.
تنقسم عضوية الأكاديمية إلى فروع مختلفة، ويمثل كل منها تخصصًا مختلفًا في إنتاج الأفلام. يشكل الممثلون أكبر كتلة تصويت، حيث يبلغ عددهم 1311 عضوًا (22%) من تركيبة الأكاديمية. تُعتمد الأصوات من قبل شركة المراجعة برايس ووتر هاوس كوبرز (وسابقتها برايس ووترهاوس) منذ حفل توزيع جوائز الأوسكار السابع في عام 1935. ترسل الشركة صناديق اقتراع المرشحين المؤهلين لأعضاء الأكاديمية في ديسمبر لتُمثل انتاجات السنة السابقة المؤهلة، مع تاريخ استحقاق في وقت ما في شهر يناير من العام التالي، تقوم بعد ذلك بجدولة الأصوات في عملية تستغرق آلاف الساعات.
يجب دعوة جميع أعضاء الأكاديمية للانضمام من قبل مجلس المُحافظين، نيابة عن اللجان التنفيذية لفرع الأكاديمية. يمكن الحصول على أهلية العضوية من خلال ترشيح تنافسي، أو يجوز للعضو تقديم اسم بناءً على مساهمات مهمة أخرى في مجال الصور المتحركة.
يُنظر في مقترحات العضوية الجديدة سنويًا. لا تكشف الأكاديمية علنًا عن عضوياتها، على الرغم من أن النشرات الصحفية لعام 2007 قد أعلنت أسماء الأشخاص الذين دُعوا للانضمام. ذكر بيان عام 2007 وجود أقل من 6000 عضو مصوت. بينما نمت العضوية، حافظت السياسات الصارمة على حجمها منذ ذلك الحين.
في عام 2012، نشرت نتائج دراسة أجرتها صحيفة لوس أنجلوس تايمز تصف الانهيار الديمغرافي لما يقرب من 88% من أعضاء التصويت في الأكاديمية. من أصل 5100 ناخب مؤكد، كان 94% منهم قوقازيين، و77% كانوا ذكورًا، و54% تجاوزوا سن الستين. 33% من الأعضاء الناخبين هم من المرشحين السابقين (14%)، والفائزين (19%).
في مايو 2011، أرسلت الأكاديمية رسالة تفيد أعضاءها الذين يبلغ عددهم 6000 شخص أو نحو ذلك بأن نظامًا إلكترونيًا للتصويت على الأوسكار سوف ينفذ في عام 2013.

### القواعد
وفقًا للقواعد رقم 2 و3 من قواعد جوائز الأوسكار الرسمية، يجب فتح الفيلم في السنة التقويمية السابقة، من منتصف الليل في بداية 1 يناير إلى منتصف الليل في نهاية 31 ديسمبر، في مقاطعة لوس أنجلوس، كاليفورنيا، ويُعرض على مدار سبعة أيام متتالية للتأهل (باستثناء أفضل فيلم روائي دولي، وأفضل فيلم وثائقي، وجوائز فئات الأفلام القصيرة). بالإضافة إلى ذلك، يجب عرض الفيلم ثلاث مرات على الأقل في كل يوم من أيام تأهله، مع بدء واحد على الأقل من العروض اليومية بين الساعة 6 مساءً و10 مساءً بالتوقيت المحلي.
لا تتطلب جائزة أفضل فيلم روائي دولي إصدارًا أمريكيًا. يتطلب تقديم الفيلم على أنه الاختيار الرسمي لبلاده.
تتطلب جائزة أفضل فيلم وثائقي إما إصدارات لمدة أسبوع في كل من مقاطعة لوس أنجلوس ومدينة نيويورك خلال السنة التقويمية السابقة، أو جائزة مؤهلة في مهرجان تنافسي من قائمة مهرجانات الأفلام الوثائقية المؤهلة (بغض النظر عن أي عرض أو توزيع عام)، أو تقديم في فئة أفضل فيلم بلغة أجنبية باعتباره الاختيار الرسمي لبلده. يجب أن تستوفي العروض المسرحية المؤهلة نفس المتطلبات مثل تلك الخاصة بالأفلام غير الوثائقية فيما يتعلق بأعداد وأوقات العروض. بالإضافة إلى ذلك، يجب أن يُراجع الفيلم من قبل ناقد من نيويورك تايمز، أو تايم أوت نيويورك، أو لوس أنجلوس تايمز، أو أل إيه ويكلي.
الجوائز في فئات الأفلام القصيرة (أفضل فيلم وثائقي (موضوع قصير)، وأفضل فيلم رسوم متحركة قصير، وأفضل فيلم حي قصير) لديها قواعد أهلية مختلفة بشكل ملحوظ عن معظم الجوائز التنافسية الأخرى. أولاً، لا تتزامن الفترة المؤهلة للإصدار مع سنة تقويمية، بدلاً من ذلك تغطي فترة سنة واحدة تبدأ في 1 أكتوبر وتنتهي في 30 سبتمبر من السنة التقويمية قبل الحفل. ثانيًا، هناك طرق متعددة للتأهل. الطريقة الرئيسية هي إصدار مسرحي لمدة أسبوع في مقاطعة لوس أنجلوس أو مدينة نيويورك خلال فترة الأهلية. يمكن للأفلام أيضًا التأهل من خلال الفوز بجوائز محددة في واحد من عدد من مهرجانات الأفلام التنافسية التي حددتها الأكاديمية، أيضًا بغض النظر عن التوزيع العام المسبق. أخيرًا، الفيلم المُختار كفائز بالميدالية الذهبية، أو الفضية، أو البرونزية في فئة مناسبة من جوائز الأكاديمية للطلاب السابقة مباشرة يمكن تأهله أيضًا (فئة الأفلام الوثائقية لتلك الجائزة، أو الرسوم المتحركة، أو السرد، أو الأفلام البديلة، أو الدولية لفئة الجوائز الأخرى). تختلف متطلبات الجولات المسرحية المؤهلة أيضًا عن متطلبات الجوائز الأخرى. مطلوب عرض واحد في اليوم الواحد فقط. بالنسبة لجائزة الأفلام الوثائقية، يجب أن يبدأ العرض بين الظهر والساعة 10 مساءً بالتوقيت المحلي؛ للجوائز الأخرى، لا يُلزم وقت بدء محدد، ولكن يجب أن يظهر الفيلم في قوائم المسارح العادية مع التواريخ وأوقات العرض.

## حفل الجوائز

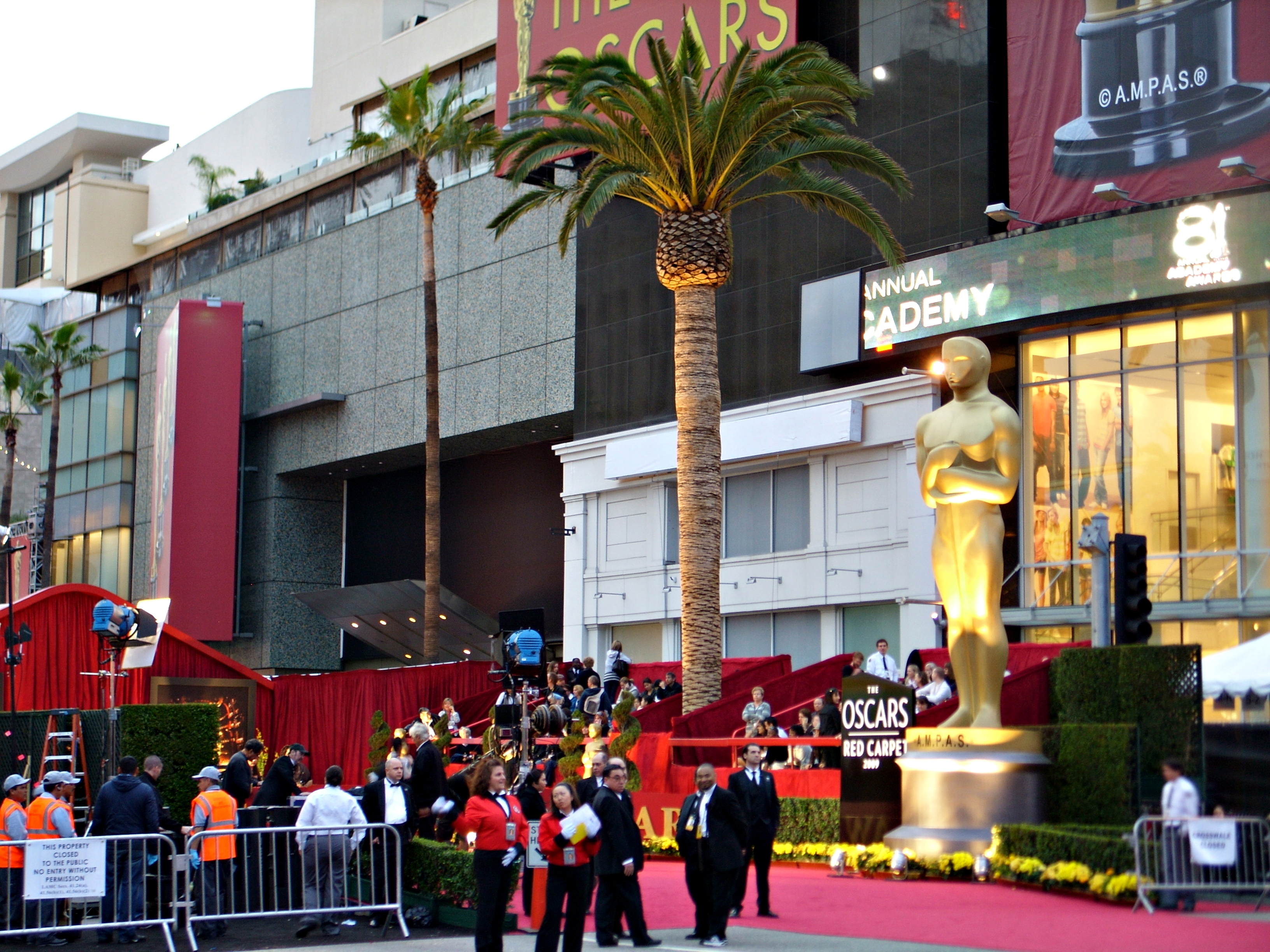
حفل توزيع جوائز الأوسكار 81 في 22 فبراير/شباط 2009

ينظم عادة حفل توزيع الأوسكار سنويا في شهر مارس أو فبراير في صالة مسرح كوداك في مدينة لوس انجلوس، كالفورنيا. ويعتبر هذا الحدث من الأحداث التي تحظى بتغطية إعلامية واسعة ومشاركة الكثير من الشركات الكبرى التي تحاول استخدام ليلة الحفل لترويج منتوجاتها من الملابس والزينة وفي بعض الأحيان يستخدم الحفل للتعبير عن آراء سياسية مثيرة للجدل من قبل الحائزين على الأوسكار. مثل رفض الممثل الشهير مارلون براندو الحصول علي جائزة أفضل ممثل بسبب موقف حكومة الولايات المتحدة من الهنود الحمر. وأيضا أثناء حفل توزيع الجوائز عام 2003 حينما ندد العديد من الفائزين بالحرب على العراق لاسيما المخرج مايكل مور الذي حاز على جائزة أفضل فيلم وثائقي.

## الفئات
- أفضل ممثل
- أفضل ممثلة
- أفضل ممثل مساعد
- أفضل ممثلة مساعدة
- أفضل فيلم رسوم متحركة
- أفضل فيلم رسوم متحركة قصير
- أفضل تصوير سينمائي
- أفضل تصميم أزياء
- أفضل مخرج
- أفضل فيلم وثائقي
- أفضل فيلم وثائقي قصير
- أفضل مونتاج
- أفضل فيلم بلغة أجنبية
- أفضل فيلم حي قصير
- أفضل مكياج وتصفيف شعر
- أفضل موسيقى تصويرية
- أفضل أغنية أصلية
- أفضل فيلم
- أفضل تصميم إنتاج
- أفضل مونتاج أصوات
- أفضل خلط أصوات
- أفضل تأثيرات بصرية
- أفضل نص سينمائي مقتبس
- أفضل نص سينمائي أصلي

## مرشحون وفائزون
- بن حور حصل على 11 جائزة أوسكار من أصل 12 ترشيحاً في عام 1959. من ضمنها جوائز أفضل فيلم وأفضل ممثل رئيسي (تشارلتون هيستن) وأفضل ممثل ثانوي وأفضل إخراج وأفضل تصميم أزياء وأفضل موسيقى تصويرية.
- تايتانك حصل على 11 جائزة أوسكار من أصل 14 ترشيحاً في عام 1997. من ضمنها جوائز أفضل فيلم وأفضل تصميم أزياء وأفضل إخراج وأفضل موسيقى تصويرية.
- سيد الخواتم: عودة الملك حاز على 11 جائزة أوسكار من أصل 11 ترشيحاً في عام 2003. من ضمنها جوائز أفضل فيلم وأفضل إخراج وأفضل موسيقى تصويرية وأفضل تصميم أزياء وأفضل تقطيع وأفضل مكياج.
- قصة الحي الغربي حاز على 10 جوائز أوسكار من أصل 11 ترشيحاً عام 1961. من ضمنها جوائز أفضل فيلم وأفضل ممثل ثانوي وأفضل ممثلة ثانوية وأفضل تصميم أزياء وأفضل موسيقى تصويرية.
- جيجي حاز على 9 جوائز اوسكار من أصل 9 ترشيحات عام 1958. من ضمنها جوائز أفضل فيلم وأفضل إخراج وأفضل ديكور وأفضل تصميم أزياء وأفضل تقطيع.
- الإمبراطور الأخير حاز على 9 جوائز اوسكار من أصل 9 ترشيحات عام 1987. ومن ضمنها جوائز أفضل فيلم وأفضل تصميم ازياء وأفضل ديكور وأفضل إخراج وأفضل تقطيع وأفضل موسيقى تصويرية.
- المريض الإنكليزي حاز على 9 جوائز اوسكار من أصل 12 ترشيحا عام 1996. ومن ضمنها جوائز أفضل فيلم وأفضل ممثلة ثانوية (جولييت بينوش) وأفضل إخراج وأفضل تقطيع وأفضل موسيقى تصويرية وأفضل تصميم أزياء.
- ذهب مع الريح حاز على 8 جوائز أوسكار من أصل 13 ترشيحاً عام 1939. من ضمنها جوائز أفضل فيلم وأفضل ممثلة (فيفيان لي) وأفضل ممثلة ثانوية هاتي ماكدانيال التي تعتبر أول ممثلة أمريكية من أصول إفريقية تحصل على الأوسكار وأيضا حصل الفيلم عل جوائز الأوسكار في الإخراج والتقطيع.
- مليونير متشرد  حاز على 8 جوائز أوسكار من أصل 10 ترشيحات عام 2008. من ضمنها جوائز أفضل فيلم وأفضل إخراج وأفضل تصوير وأفضل موسيقى تصويرية.

## ملخص الجوائز وحفلات توزيع الجوائز
| تسلسل الاحتفال                            | تاريخ الاحتفال  | الأفلام المكرمة لعام | مقدم الحفل                                                             | أفضل فيلم                      |
| ----------------------------------------- | --------------- | -------------------- | ---------------------------------------------------------------------- | ------------------------------ |
| الأول                                     | 16 مايو، 1929   | 1927 / 1928          | دوجلاس فيربانكس، ويليام سي.ديميلي                                      | جناحان                         |
| الثاني                                    | 3 أبريل، 1930   | 1928 / 1929          | ويليام سي. ديميلي                                                      | لحن برودواي                    |
| الثالث                                    | 5 نوفمبر، 1930  | 1929 / 1930          | كونراد ناجل                                                            | كل شيء هادئ على الجبهة الغربية |
| الرابع                                    | 10 نوفمبر، 1931 | 1930 / 1931          | لورانس غرانت                                                           | سيمارون                        |
| الخامس                                    | 18 نوفمبر، 1932 | 1931 / 1932          | لايونيل باريمور، كونراد نيغل                                           | الفندق الكبير                  |
| السادس                                    | 16 مارس، 1934   | 1932 / 1933          | ويل روجرز                                                              | الموكب                         |
| السابع                                    | 27 فبراير، 1935 | 1934                 | إيرفين كوب                                                             | حدث ذات ليلة                   |
| الثامن                                    | 5 مارس، 1936    | 1935                 | فرانك كابرا                                                            | تمرد على السفينة باونتي        |
| التاسع                                    | 4 مارس، 1937    | 1936                 | جورج جيسل                                                              | زيغفيلد العظيم                 |
| العاشر                                    | 10 مارس، 1938   | 1937                 | بوب بيرنز                                                              | حياة إميل زولا                 |
| حفل توزيع جوائز الأوسكار الحادي عشر       | 23 فبراير، 1939 | 1938                 | لا أحد                                                                 | لا يمكنك أن تأخذها معك         |
| حفل توزيع جوائز الأوسكار الثاني عشر       | 29 فبراير، 1940 | 1939                 | بوب هوب                                                                | ذهب مع الريح                   |
| حفل توزيع جوائز الأوسكار الثالث عشر       | 27 فبراير، 1941 | 1940                 | بوب هوب                                                                | ريبيكا                         |
| حفل توزيع جوائز الأوسكار الرابع عشر       | 26 فبراير، 1942 | 1941                 | لا أحد                                                                 | كم كان وادياً جميلًا             |
| حفل توزيع جوائز الأوسكار الخامس عشر       | 4 مارس، 1943    | 1942                 | بوب هوب                                                                | السيدة مينيفر                  |
| حفل توزيع جوائز الأوسكار السادس عشر       | 2 مارس، 1944    | 1943                 | جاك بيني                                                               | كازبلانكا                      |
| حفل توزيع جوائز الأوسكار السابع عشر       | 15 مارس، 1945   | 1944                 | بوب هوب، جون كرومويل                                                   | السير على طريقي                |
| حفل توزيع جوائز الأوسكار الثامن عشر       | 7 مارس، 1946    | 1945                 | بوب هوب، جيمس ستيوارت                                                  | نهاية الأسبوع المفقودة         |
| حفل توزيع جوائز الأوسكار التاسع عشر       | 13 مارس، 1947   | 1946                 | جاك بيني                                                               | أجمل سنوات العمر               |
| حفل توزيع جوائز الأوسكار العشرون          | 20 مارس، 1948   | 1947                 | لا أحد                                                                 | اتفاقية الشرف                  |
| حفل توزيع جوائز الأوسكار الحادي والعشرون  | 24 مارس، 1949   | 1948                 | روبرت مونتغمري                                                         | هاملت                          |
| حفل توزيع جوائز الأوسكار الثاني والعشرون  | 23 مارس، 1950   | 1949                 | بول دوغلاس                                                             | كل رجال الملك                  |
| حفل توزيع جوائز الأوسكار الثالث والعشرون  | 29 مارس، 1951   | 1950                 | فريد أستير                                                             | كل شيء عن إيف                  |
| حفل توزيع جوائز الأوسكار الرابع والعشرون  | 20 مارس، 1952   | 1951                 | داني كاي                                                               | أمريكي في باريس                |
| حفل توزيع جوائز الأوسكار الخامس والعشرون  | 19 مارس، 1953   | 1952                 | بوب هوب، كونراد نيغل                                                   | أعظم العروض على وجه الأرض      |
| حفل توزيع جوائز الأوسكار السادس والعشرون  | 25 مارس، 1954   | 1953                 | دونالد أوكونور، فريدريك مارس                                           | من هنا إلى الخلود              |
| حفل توزيع جوائز الأوسكار السابع والعشرون  | 30 مارس، 1955   | 1954                 | بوب هوب، ثيلما ريتر                                                    | على الواجهة البحرية            |
| حفل توزيع جوائز الأوسكار الثامن والعشرون  | 21 مارس، 1956   | 1955                 | جيري لويس، كلوديت كولبير، جوزيف مانكيفيتس                              | مارتي                          |
| حفل توزيع جوائز الأوسكار التاسع والعشرون  | 27 مارس، 1957   | 1956                 | جيري لويس، سيليست هولم                                                 | حول العالم في ثمانون يوما      |
| حفل توزيع جوائز الأوسكار الثلاثون         | 26 مارس، 1958   | 1957                 | بوب هوب، ديفيد نيفن، جيمس ستيوارت، جاك ليمون، روزاليند راسل            | جسر على نهر كواي               |
| حفل توزيع جوائز الأوسكار الحادي والثلاثون | 6 أبريل، 1959   | 1958                 | بوب هوب، ديفيد نيفن، توني راندال، مورت سال، لورانس اوليفييه، جيري لويس | جيجي                           |
| حفل توزيع جوائز الأوسكار الثاني والثلاثون | 4 أبريل، 1960   | 1959                 | بوب هوب                                                                | بن هور                         |
| حفل توزيع جوائز الأوسكار الثالث والثلاثون | 17 أبريل، 1961  | 1960                 | بوب هوب                                                                | الشقة                          |
| حفل توزيع جوائز الأوسكار الرابع والثلاثون | 9 أبريل، 1962   | 1961                 | بوب هوب                                                                | قصة الحي الغربي                |
| حفل توزيع جوائز الأوسكار الخامس والثلاثون | 8 أبريل، 1963   | 1962                 | فرانك سيناتر                                                           | لورنس العرب                    |
| حفل توزيع جوائز الأوسكار السادس والثلاثون | 13 أبريل، 1964  | 1963                 | جاك ليمون                                                              | توم جونز                       |
| حفل توزيع جوائز الأوسكار السابع والثلاثون | 5 أبريل، 1965   | 1964                 | بوب هوب                                                                | سيدتي الجميلة                  |
| حفل توزيع جوائز الأوسكار الثامن والثلاثون | 18 أبريل، 1966  | 1965                 | بوب هوب                                                                | صوت الموسيقى                   |
| حفل توزيع جوائز الأوسكار التاسع والثلاثون | 10 أبريل، 1967  | 1966                 | بوب هوب                                                                | رجل لكل العصور                 |
| حفل توزيع جوائز الأوسكار الأربعون         | 10 أبريل، 1968  | 1967                 | بوب هوب                                                                | في دفء الليل                   |
| حفل توزيع جوائز الأوسكار الحادي والأربعون | 14 أبريل، 1969  | 1968                 | لا أحد                                                                 | أوليفر!                        |
| حفل توزيع جوائز الأوسكار الثاني والأربعون | 7 أبريل، 1970   | 1969                 | لا أحد                                                                 | راعي البقر منتصف الليل         |
| حفل توزيع جوائز الأوسكار الثالث والأربعون | 15 أبريل، 1971  | 1970                 | لا أحد                                                                 | باتون                          |
| حفل توزيع جوائز الأوسكار الرابع والأربعون | 10 أبريل، 1972  | 1971                 | هيلين هايز، الآن كينغ، سامي دايفس، جاك ليمون                           | الرابط الفرنسي                 |
| حفل توزيع جوائز الأوسكار الخامس والأربعون | 27 مارس، 1973   | 1972                 | كارول بيرنت، مايكل كين، شارلتون هيستون، روك هادسون                     | العراب                         |
| حفل توزيع جوائز الأوسكار السادس والأربعون | 2 أبريل، 1974   | 1973                 | جون هيوستن، بيرت رينولدز، ديفيد نيفن، ديانا روس                        | اللدغة                         |
| حفل توزيع جوائز الأوسكار السابع والأربعون | 8 أبريل، 1975   | 1974                 | سامي دايفس، بوب هوب، شيرلي ماكلين، فرانك سيناترا                       | العراب: الجزء الثاني           |
| حفل توزيع جوائز الأوسكار الثامن والأربعون | 29 مارس، 1976   | 1975                 | غولدي هاون، جين كيلي، والتر ماثو، جورج سيغال، روبرت شو                 | وطار فوق عش المجانين           |
| حفل توزيع جوائز الأوسكار التاسع والأربعون | 28 مارس، 1977   | 1976                 | وارن بيتي، إلين بيرستين، جين فوندا، ريتشارد بريور                      | روكي                           |
| حفل توزيع جوائز الأوسكار الخمسون          | 3 أبريل، 1978   | 1977                 | بوب هوب                                                                | آني هال                        |
| حفل توزيع جوائز الأوسكار الحادي والخمسون  | 9 أبريل، 1979   | 1978                 | جوني كارسون                                                            | صائد الغزلان                   |
| حفل توزيع جوائز الأوسكار الثاني والخمسون  | 14 أبريل، 1980  | 1979                 | جوني كارسون                                                            | كرامر ضد كرامر                 |
| حفل توزيع جوائز الأوسكار الثالث والخمسون  | 31 مارس، 1981   | 1980                 | جوني كارسون                                                            | أناس عاديون                    |
| حفل توزيع جوائز الأوسكار الرابع والخمسون  | 29 مارس، 1982   | 1981                 | جوني كارسون                                                            | عربات النار                    |
| حفل توزيع جوائز الأوسكار الخامس والخمسون  | 11 أبريل، 1983  | 1982                 | ليزا مينيلي، دادلي مور، ريتشارد بريور، والتر ماثو                      | غاندي                          |
| حفل توزيع جوائز الأوسكار السادس والخمسون  | 9 أبريل، 1984   | 1983                 | جوني كارسون                                                            | شروط إظهار العاطفة             |
| حفل توزيع جوائز الأوسكار السابع والخمسون  | 25 مارس، 1985   | 1984                 | جاك ليمون                                                              | أماديوس                        |
| حفل توزيع جوائز الأوسكار الثامن والخمسون  | 24 مارس، 1986   | 1985                 | ألن ألدا، جين فوندا، روبن ويليامز                                      | الخروج من أفريقيا              |
| حفل توزيع جوائز الأوسكار التاسع والخمسون  | 30 مارس، 1987   | 1986                 | شيفي تشيز، غولدي هاون، بول هوغان                                       | فصيلة                          |
| حفل توزيع جوائز الأوسكار الستون           | 11 أبريل، 1988  | 1987                 | شيفي تشيز                                                              | الإمبراطور الأخير              |
| حفل توزيع جوائز الأوسكار الحادي والستون   | 29 مارس، 1989   | 1988                 | لا أحد                                                                 | رجل المطر                      |
| حفل توزيع جوائز الأوسكار الثاني والستون   | 26 مارس، 1990   | 1989                 | بيلي كريستال                                                           | توصيل الأنسة دايزي             |
| حفل توزيع جوائز الأوسكار الثالث والستون   | 25 مارس، 1991   | 1990                 | بيلي كريستال                                                           | الرقص مع الذئاب                |
| حفل توزيع جوائز الأوسكار الرابع والستون   | 30 مارس، 1992   | 1991                 | بيلي كريستال                                                           | صمت الحملان                    |
| حفل توزيع جوائز الأوسكار الخامس والستون   | 29 مارس، 1993   | 1992                 | بيلي كريستال                                                           | غير المسامح                    |
| حفل توزيع جوائز الأوسكار السادس والستون   | 21 مارس، 1994   | 1993                 | ووبي غولدبرغ                                                           | قائمة شندلر                    |
| حفل توزيع جوائز الأوسكار السابع والستون   | 27 مارس، 1995   | 1994                 | ديفيد ليترمان                                                          | فورست جامب                     |
| حفل توزيع جوائز الأوسكار الثامن والستون   | 25 مارس، 1996   | 1995                 | ووبي غولدبرغ                                                           | القلب الشجاع                   |
| حفل توزيع جوائز الأوسكار التاسع والستون   | 24 مارس، 1997   | 1996                 | بيلي كريستال                                                           | المريض الإنجليزي               |
| حفل توزيع جوائز الأوسكار السبعون          | 23 مارس، 1998   | 1997                 | بيلي كريستال                                                           | تيتانيك                        |
| حفل توزيع جوائز الأوسكار الواحد والسبعون  | 21 مارس، 1999   | 1998                 | ووبي غولدبرغ                                                           | شكسبير في الحب                 |
| حفل توزيع جوائز الأوسكار الثاني والسبعون  | 26 مارس، 2000   | 1999                 | بيلي كريستال                                                           | الجمال الأمريكي                |
| حفل توزيع جوائز الأوسكار الثالث والسبعون  | 25 مارس، 2001   | 2000                 | ستيف مارتن                                                             | المصارع                        |
| حفل توزيع جوائز الأوسكار الرابع والسبعون  | 24 مارس، 2002   | 2001                 | ووبي غولدبرغ                                                           | عقل جميل                       |
| حفل توزيع جوائز الأوسكار الخامس والسبعون  | 23 مارس، 2003   | 2002                 | ستيف مارتن                                                             | شيكاغو                         |
| حفل توزيع جوائز الأوسكار السادس والسبعون  | 29 فبراير، 2004 | 2003                 | بيلي كريستال                                                           | سيد الخواتم: عودة الملك        |
| حفل توزيع جوائز الأوسكار السابع والسبعون  | 27 فبراير، 2005 | 2004                 | كريس روك                                                               | فتاة المليون دولار             |
| حفل توزيع جوائز الأوسكار الثامن والسبعون  | 5 مارس، 2006    | 2005                 | جون ستيورات                                                            | تصادم                          |
| حفل توزيع جوائز الأوسكار التاسع والسبعون  | 25 فبراير، 2007 | 2006                 | إلين ديجينيريس                                                         | المغادرون                      |
| حفل توزيع جوائز الأوسكار الثمانون         | 24 فبراير، 2008 | 2007                 | جون ستيورات                                                            | لا وطن للمسنين                 |
| حفل توزيع جوائز الأوسكار الواحد والثمانون | 24 فبراير، 2009 | 2008                 | هيو جاكمان                                                             | المتشرد المليونير              |
| حفل توزيع جوائز الأوسكار الثاني والثمانون | 7 مارس، 2010    | 2009                 | أليك بالدوين، ستيف مارتن                                               | خزانة الألم                    |
| حفل توزيع جوائز الأوسكار الثالث والثمانون | 27 فبراير، 2011 | 2010                 | آن هاثاواي، جيمس فرانكو                                                | خطاب الملك                     |
| حفل توزيع جوائز الأوسكار الرابع والثمانون | 26 فبراير، 2012 | 2011                 | بيلي كريستال                                                           | الفنان                         |
| حفل توزيع جوائز الأوسكار الخامس والثمانون | 24 فبراير، 2013 | 2012                 | سيث ماكفارلن                                                           | آرغو                           |
| حفل توزيع جوائز الأوسكار السادس والثمانون | 2 مارس، 2014    | 2013                 | ألين دي جينيريس                                                        | 12 عاما من العبودية            |
| حفل توزيع جوائز الأوسكار السابع والثمانون | 22 فبراير، 2015 | 2014                 | نيل باتريك هاريس                                                       | الرجل الطائر                   |
| حفل توزيع جوائز الأوسكار الثامن والثمانون | 28 فبراير، 2016 | 2015                 | كريس روك                                                               | سبوت لايت                      |
| حفل توزيع جوائز الأوسكار التاسع والثمانون | 26 فبراير، 2017 | 2016                 | جيمي كيميل                                                             | ضوء القمر                      |
| حفل توزيع جوائز الأوسكار التسعون          | 4 مارس، 2018    | 2017                 | جيمي كيميل                                                             | شكل الماء                      |
| حفل توزيع جوائز الأوسكار الحادي والتسعون  | 25 فبراير، 2019 | 2018                 | لا أحد                                                                 | الكتاب الأخضر                  |
| حفل توزيع جوائز الأوسكار الثاني والتسعون  | 9 فبراير، 2020  | 2019                 | لا أحد                                                                 | طُفيلي                          |

|-
| حفل توزيع جوائز الأوسكار الثاني والتسعون || 10 فبراير، 2020 || 2019 || بدون مقدم || باراسايت